# Dark academia

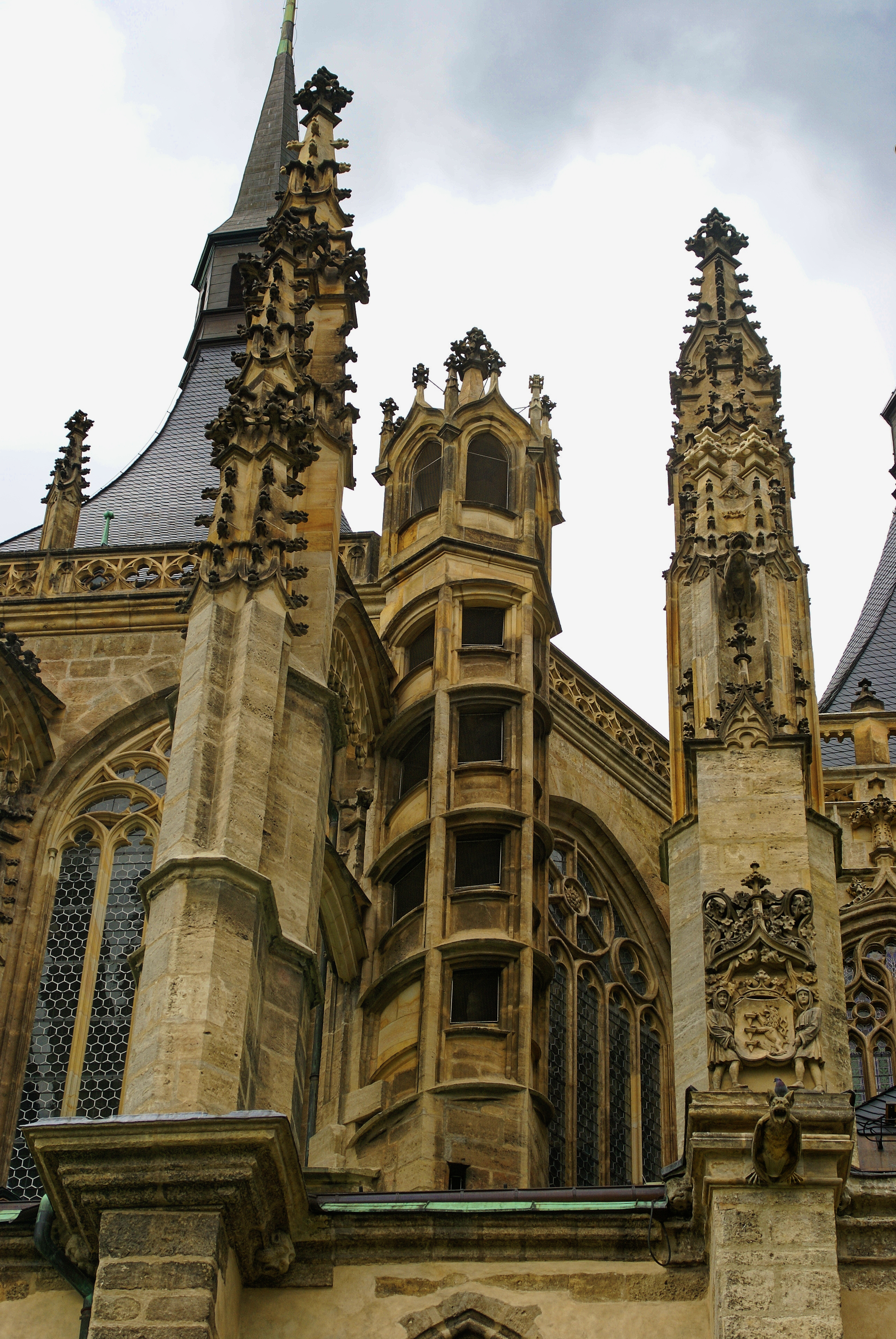
La arquitectura gótica es un elemento característico de la estética de la Dark academia.

Dark academia (en español: academia oscura) es una estética de las redes sociales y una subcultura relacionada con la educación superior, la escritura y poesía, las artes y la arquitectura clásica griega y gótica. La subcultura se asocia con el arte antiguo y la literatura clásica.

## Estilo
La moda de las décadas de 1930 y 1940 ocupa un lugar destacado en la estética de la Dark academia, en particular la ropa asociada con la asistencia a Oxbridge, las escuelas de la Ivy League y las escuelas preparatorias de la época. Algunas de las prendas de vestir más asociadas a la estética son los cardiganes, los blazers, las camisas de vestir, las faldas a cuadros, los zapatos Oxford y las prendas de pata de gallo y tweed, cuya paleta de colores consiste principalmente en el negro, el blanco, el beige, los marrones, el verde oscuro, y ocasionalmente el azul marino.
La subcultura se basa en la estética idealizada de la educación superior y el mundo académico, a menudo con libros y bibliotecas que ocupan un lugar protagónico. Actividades como la caligrafía, las visitas a museos, bibliotecas, cafeterías y sesiones de estudio de toda la noche son habituales entre sus adeptos.
Las imágenes estacionales del otoño también son frecuentes. A menudo se producen imágenes de arquitectura gótica y arquitectura gótica colegiada, la luz de las velas, los muebles de madera oscura y las habitaciones densas y desordenadas. La subcultura ha sido descrita como maximalista y nostálgica. Las universidades que a menudo aparecen en los tableros de imágenes de la Dark academia incluyen Oxbridge, la Universidad de Durham, la Universidad de Edimburgo, la Universidad de Glasgow y la Universidad de Harvard.
La subcultura comparte similitudes con la subcultura gótica, que tiende a romantizar la búsqueda de belleza y poesía en temas oscuros. Tim Brinkhof de Big Think ha declarado que «la arquitectura caprichosa y el pesimismo filosófico» son aspectos clave de la estética. Hannah Southwick de USA Today lo ha descrito como una «estética melancólica», citando a un estilista de moda que lo describió como «un internado que se encuentra con un entusiasta gótico».

## Historia
La novela de Donna Tartt El Secreto, publicada en 1992, que narra la historia de un asesinato que tiene lugar dentro de un grupo de estudiantes de estudios clásicos en una universidad de élite de Nueva Inglaterra, es considerada como la inspiración para el género literario de la Dark academia. En 2015, el género comenzó a convertirse en una estética en la red social Tumblr, con la creación de un club de lectura que se centró en novelas clásicas y góticas. La estética luego se convirtió en una subcultura distinta, con una ola de popularización en Instagram liderada por Ryan Taylor y Maria Teresa Negro en 2017.
La Dark academia aumentó en popularidad durante la pandemia de COVID-19. El aumento del interés se atribuye al cierre de las escuelas.

### Obras
Varias obras clásicas de la literatura, como El retrato de Dorian Gray de Oscar Wilde y Maurice de E. M. Forster, así como las obras de escritores como Lord Byron y Percy Bysshe Shelley, se han citado como influyentes o populares entre la subcultura, o que encajan en la estética de la subcultura. También se han incluido libros más recientes, como la serie Harry Potter de J. K. Rowling, Todos somos villanos de M. L. Rio, Piranesi de Susanna Clarke y Ninth House de Leigh Bardugo.
También se ha acreditado que varias películas y series de televisión se ajustan a la estética. La película de 1989 Dead Poets Society  y la película de 2013 Kill Your Darlings han sido reconocidas como las fuentes de inspiración para la Dark academia. Kayleena Pierce-Bohen de Screen Rant, cita series de televisión como Ares, The Umbrella Academy, A Series of Unfortunate Events, Gambito de dama y The Magicians entre la obras que integran esta estética.

## Recepción

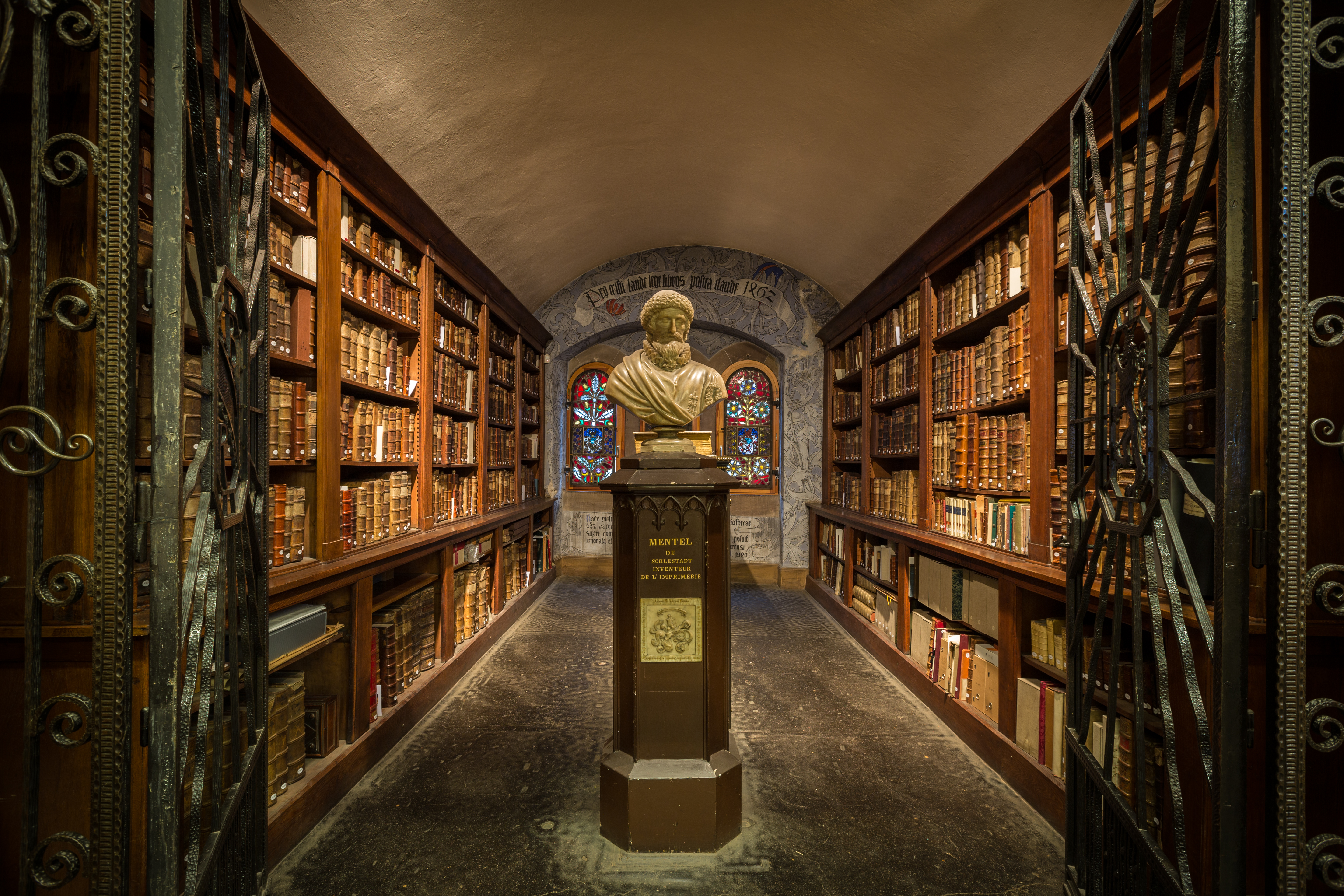
La Biblioteca Humanista de Sélestat, Francia

La escritora de BookRiot, Zoe Robertson, declaró que esta subcultura se basa en «representaciones seductoras de sombría extravagancia» y le recuerda «ver la podredumbre en los cimientos de una institución de la que no puedo alejarme y construir mi propia escuela como desafío». Un escritor lo comparó con la estética del estilo de vida cottagecore contemporáneo, afirmando que mientras el estilo de vida cottagecore requiere un hogar en el campo y tiempo libre para la elaboración artesanal, el «simple acto de ponerse una chaqueta y leer a Dostoievski de la Dark academia es mucho más factible».
Algunos comentaristas han atribuido el aumento de la popularidad de la subcultura como una reacción a los recortes de la financiación universitaria y a la corporativización de la educación superior. Ezara Norton, escritora de Honi Soit, afirmó que «revela una profunda desilusión con [los modelos educativos que devalúan el conocimiento a menos que pueda usarse para generar ganancias] y un anhelo de un espacio libre para aprender sin las trabas de una agenda neoliberal». Escribiendo para Jacobin, Amelia Horgan argumentó que la tendencia era en parte una respuesta a la pandemia de COVID-19, que provocó que los estudiantes abandonaran los campus para aprender en sus hogares familiares donde muchos no tenían acceso a un espacio de estudio adecuado, lo que les proporcionaba «una fantasía de la experiencia universitaria» que no podían obtener. Sin embargo, también señaló que el mundo presentado en la estética era muy diferente al de la universidad contemporánea, destacando las tendencias en el mundo académico del Reino Unido, un ejemplo de los impactos de las políticas neoliberales en la educación, incluidas las largas jornadas de trabajo y la precarización del personal docente y los estudiantes que tienen que trabajar en múltiples empleos de medio tiempo para cubrir sus gastos.
En parte como reacción al crecimiento de esta subcultura, la subcultura relacionada con la «academia light» ha experimentado un aumento en popularidad, a menudo presentando imágenes y colores más claros y suaves y un énfasis más abierto en el optimismo.

### Crítica
La Dark academia ha sido criticada por una variedad de razones, incluido el eurocentrismo percibido de la estética, la falta de diversidad y a la glamurización de opciones de estilo de vida poco saludables.
Los críticos de la estética han argumentado que el canon literario inglés del que se inspira es abrumadoramente blanco, y Tim Brinkof afirma que los creadores de contenido asociados «prefieren hablar de Oscar Wilde y Emily Dickinson sobre Toni Morrison o James Baldwin». Sarah Burton, socióloga de la Universidad de la City de Londres, ha señalado que la estética contiene poca representación de «la mayoría de las mujeres, la clase trabajadora, las personas de color, la gordura, las personas con bajo capital económico o cultural, la discapacidad, las actividades y el trabajo doméstico y de cuidados (especialmente el disfrute de estos), la maternidad, la homosexualidad y la mundanidad de la vida académica». En respuesta a la falta de diversidad estética, se han realizado esfuerzos para incorporar obras literarias de autores negros como Langston Hughes en la Dark academia.

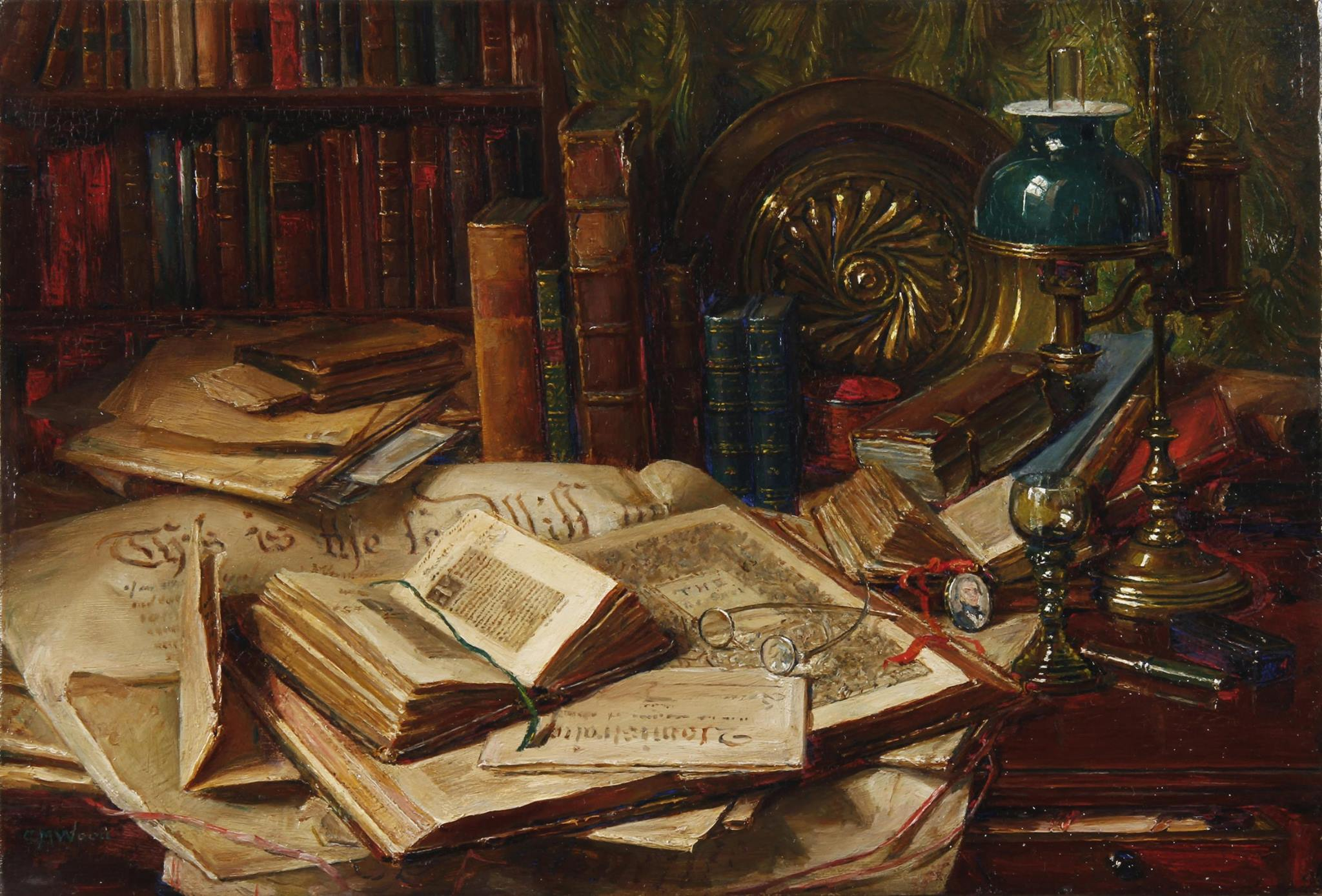
La literatura clásica y el arte antiguo forman parte del fenómeno

La subcultura también ha sido criticada por elitista y por ser una «estética de viejo cuño». Basándose en la tripe tipología de las tradiciones educativas esbozada por Raymond Williams en su libro The Long Revolution, Amelia Horgan ha descrito a la Dark academia como arraigada en las actitudes de «viejos humanistas comprometidos con la preservación y el mantenimiento de una cultura tradicional y jerárquica, preservando al mismo tiempo que preservan el legado del estudio humanístico». Amy Crawford, de la Universidad de Dundee, ha declarado que la subcultura «tiende a romantizar la educación de la clase alta europea». Kevin N. Dalby, de la Universidad de Texas en Austin, ha afirmado que «su asociación con la enseñanza superior y las escuelas de la Ivy League, en particular, crea un elitismo que no permite que cualquiera forme parte del grupo». Por el contrario, otros comentaristas han señalado que los artículos de moda asociados a la tendencia se obtienen de forma fácil y económica en tiendas de segunda mano.
Otros han argumentado que la estética pone demasiado énfasis en la estética del arte y la educación superior en lugar de un estudio y análisis adecuados de estas obras, lo que lleva a interpretaciones erróneas del material de partida. También se ha enfrentado a críticas por ensalzar potencialmente comportamientos poco saludables, como la falta de sueño, el exceso de trabajo y el abuso de sustancias.